# Karamoullides
Karamoullides (griechisch Καραμουλλήδες, türkisch Kervanyolu), auch Karamoulides, ist eine Gemeinde im Bezirk Paphos in der Republik Zypern. Bei der Volkszählung im Jahr 2021 hatte sie 4 Einwohner.

## Name
Es wird angenommen, dass der Ortsname von Karamoullides vom türkischen Wort kara mulla abstammt, was „Schwarzer Mullah“ bedeutet. 1958 nahmen die Zyperntürken noch den alternativen türkischen Namen Kervanyolu an, was so viel wie „der Weg der Karawane“ bedeutet.

## Lage und Umgebung

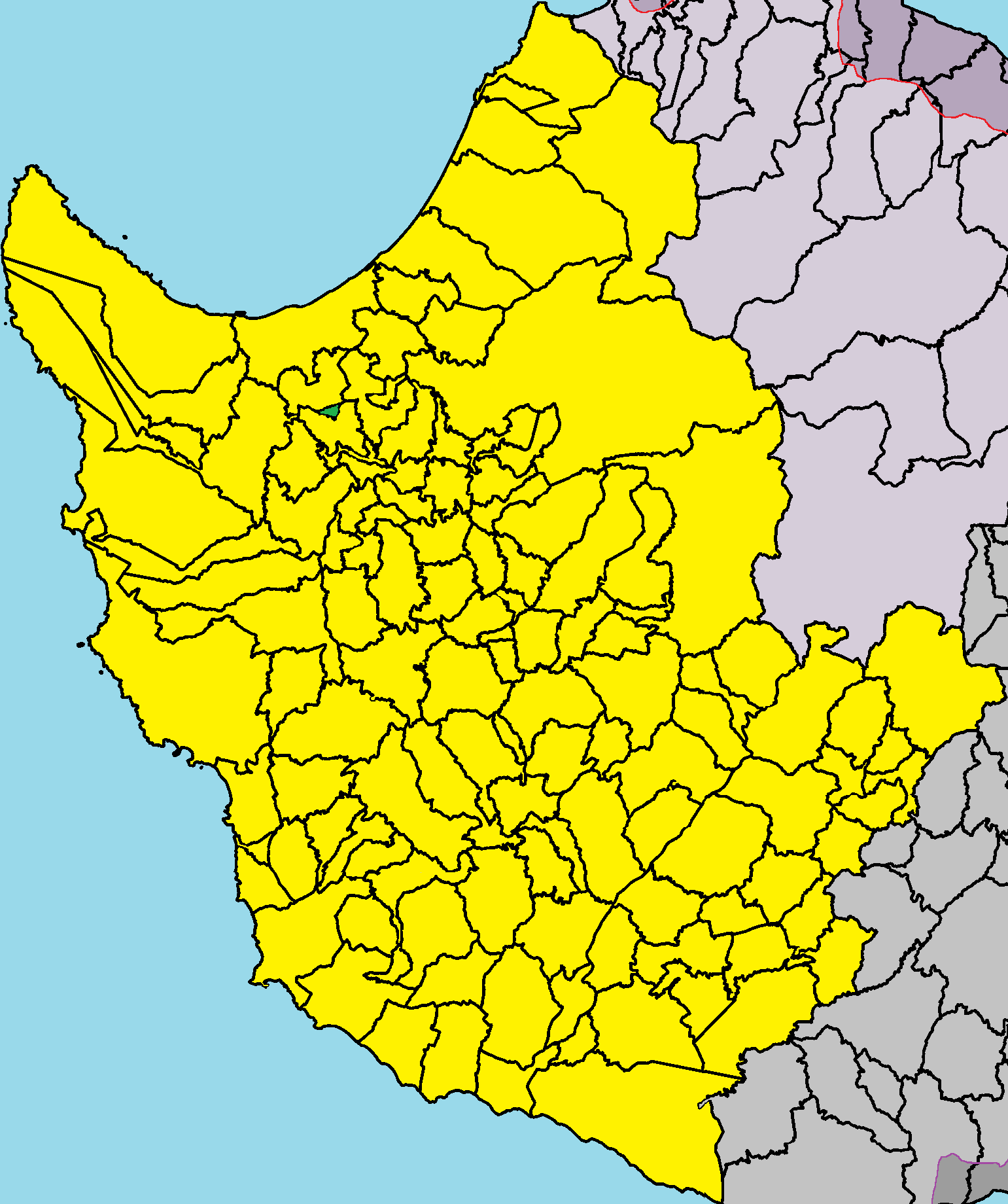
Lage im Bezirk Paphos

Karamoullides liegt im Westen der Mittelmeerinsel Zypern auf einer Höhe von etwa 30 Metern, 7 Kilometer südöstlich von Polis Chrysochous. Das 0,276339 Quadratkilometer große Dorf grenzt im Norden an Chrysochou und im Süden an Goudi. Im Westen der Gemeinde fließt der Fluss Chrysochou. Das Dorf kann über die Straße B7 erreicht werden.

## Bevölkerungsentwicklung
Nach der Türkischen Invasion Zyperns 1974 wurde das Dorf am 1. September 1975 evakuiert und die Dorfbewohner unter UNFICYP-Eskorte nach Nordzypern gebracht. Die Zahl der vertriebenen Zyperntürken betrug etwa 90. Nach dem Abzug der Zyperntürken wurde der Ort zur Ansiedlung von ein paar vertriebenen Zyperngriechen aus dem Norden der Insel genutzt.
| Jahr      | 1881 | 1891 | 1901 | 1911 | 1921 | 1931 | 1946 | 1960 | 1976 | 1982 | 1992 | 2001 | 2011 | 2021 |
| Einwohner | 51   | 34   | 39   | 61   | 53   | 47   | 58   | 83   | 4    | 17   | 12   | 46   | 33   | 4    |